# Acheux-en-Amiénois
Acheux-en-Amiénois là một thị trấn của tỉnh Somme, thuộc vùng Hauts-de-France, miền bắc nước Pháp.

## Dân số
| 1962                                                          | 1968 | 1975 | 1982 | 1990 | 1999 | 2006 |
| ------------------------------------------------------------- | ---- | ---- | ---- | ---- | ---- | ---- |
| 494                                                           | 498  | 464  | 425  | 424  | 514  | 543  |
| Kết quả điều tra từ năm 1962, dân số không được tính hai lần. |      |      |      |      |      |      |